# Joseph Maximilian von Lütgendorf
Freiherr Joseph Maximilian von Lütgendorf (* 1750 in Rom; † 11. August 1829 in Regensburg) war ein deutscher Erfinder und Reisender sowie Wegbereiter der Luftfahrt.

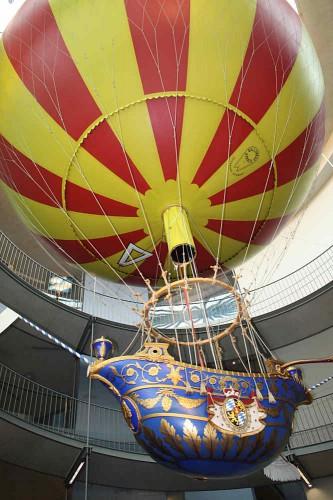
Der Gasballon von Baron Joseph Maximilian Freiherr von Lütgendorf im Ballonmuseum Gersthofen.

Der thurn- und taxissche Hofrat bemühte sich erfolglos um die Ehre, der „erste deutsche Luftsegler“ zu werden.

## Lütgendorfs Ballonstartversuch
Lütgendorfs Vorbild war der erste französische Ballonfahrer Jean-Pierre Blanchard, der 1784 erfolgreich mit einem Gasballon vom Boden abgehoben war und 1785 den Ärmelkanal überquert hatte. Lütgendorf wollte es diesem gleichtun, fand Sponsoren, die sein Unternehmen finanzierten und ließ seinen Gasballon in Augsburg erbauen. Die Hülle war aus weißem und rotem Taffet gefertigt; sie sollte 550 Kubikmeter Wasserstoff fassen. An der Unterseite hing an Seilen eine Gondel in Form eines kleinen Bootes, die prächtig verziert war. Gefiederte Ruder sollten ein Manövrieren ermöglichen, ein Gasventil für Sicherheit sorgen. Er gab seinem Gefährt in Anlehnung an die Montgolfière die Bezeichnung Gondolfiere.
Für seinen Startversuch, der am 24. August 1786 in Augsburg stattfand, ließ der Baron eigens ein Amphitheater errichten und verkaufte hunderttausend Eintrittskarten. Nachdem sein Start zweimal wegen Wetters und menschlichen Versagens misslang, gab die Öffentlichkeit seinem Ballon, der nicht fliegen wollte, den Spottnamen „Erdlieb“ und der Baron wurde aus der Stadt verjagt. Er unternahm darauf noch einen dritten und letzten Startversuch im nahegelegenen Dorf Gersthofen, jedoch erneut ohne Erfolg. Seine Ballonhülle wurde von Unwetter und Wind zerstört.
Im Ballonmuseum Gersthofen hängt eine Nachbildung dieses Ballons.

## Weiteres Leben
Nach seinem Scheitern als Luftfahrtpionier verließ Lütgendorf Deutschland und zog nach England. Dort kam er zu Reichtum und Ansehen. Dann jedoch verlor er alles bei einem Schiffsunglück und starb mittellos.